# (21362) Dickarmstrong
(21362) Dickarmstrong es un asteroide perteneciente al cinturón de asteroides, región del sistema solar que se encuentra entre las órbitas de Marte y Júpiter.
Fue descubierto el 30 de abril de 1997 por el equipo del proyecto Spacewatch desde el observatorio Nacional de Kitt Peak.

## Designación y nombre
Designado provisionalmente como 1997 HS3, fue nombrado en honor de  Richard Lee Armstrong (1937-1991) quien estudió geoquímica de isótopos radiogénicos, geología de la Cordillera Americana, geocronología y evolución geoquímica de la Tierra.

## Características orbitales
(21362) Dickarmstrong está situado a una distancia media del Sol de 2,897 ua, pudiendo alejarse hasta 3,174 ua y acercarse hasta 2,620 ua. Su excentricidad es 0,096 y la inclinación orbital 3,372 grados. Emplea 1801,40 días en completar una órbita alrededor del Sol.
Los próximos acercamientos a la órbita de Júpiter ocurrirán el 19 de mayo de 2033, el 13 de diciembre de 2058 y el 9 de agosto de 2092.

## Características físicas
La magnitud absoluta de (21362) Dickarmstrong es 15,56. Tiene 4,141 km de diámetro y su albedo se estima en 0,071.